# Jared Fogle
Jared Scott Fogle (ur. 23 sierpnia 1977 w Indianapolis) – amerykański działacz społeczny i przestępca, rzecznik sieci restauracji Subway.

## Życiorys
Fogle dzieciństwo spędził w Indianapolis, był wychowywany w wierze żydowskiej, jego uroczystość bar micwy odbyła się na terenie Izraela. Zmagał się z otyłością, w szczytowym momencie osiągnął wagę 425 funtów (ponad 190 kilogramów). W 1996 roku ukończył North Central High School, następnie studiował zarządzanie oraz marketing na Indiana University. Jako student postanowił walczyć z otyłością, w ciągu 11 miesięcy utracił 245 funtów (ponad 110 kg); podjął się wówczas zwiększonej aktywności fizycznej, a także zastosował dietę zwaną Subway diet. Składała się ona z małej kanapki z indykiem, dużej kanapki wegetariańskiej, niewielkiej ilości chipsów oraz dietetycznej coli. W listopadzie 1999 roku czasopismo Men’s Health opisało jego przemianę, a specyficzny styl odżywiania został w tymże czasopiśmie uznany za jedną z głupich diet, które działają.
Jared Fogle został zauważony przez firmę Subway, która zawarła z nim umowę oraz przeprowadziła kampanię reklamową na podstawie jego doświadczeń życiowych. Sieć oficjalnie jednak nie poparła stosowanej przez niego diety, w zamian zaleciła konsultację z lekarzem osobom zamierzającym rozpocząć plan odchudzania. Fogle pojawiał się także na wydarzeniach sportowych, m.in. na wyścigu NASCAR oraz na meczu Fiesta Bowl 2003. Uczestniczył także w Maratonie Nowojorskim, przebiegając całą trasę w 5 godzin, 13 minut i 28 sekund.
W 2000 roku objął funkcję rzecznika sieci restauracji Subway. Odwiedził Biały Dom w związku z nawiązaniem przez sieć partnerstwa z pierwszą damą Stanów Zjednoczonych Michelle Obamą.
W 2004 roku założył organizację charytatywną The Jared Foundation, której celem była walka z otyłością u dzieci. Dwa lata później opublikował książkę pt. Jared, the Subway Guy: Winning Through Losing.

### Przestępstwa i wyroki sądowe

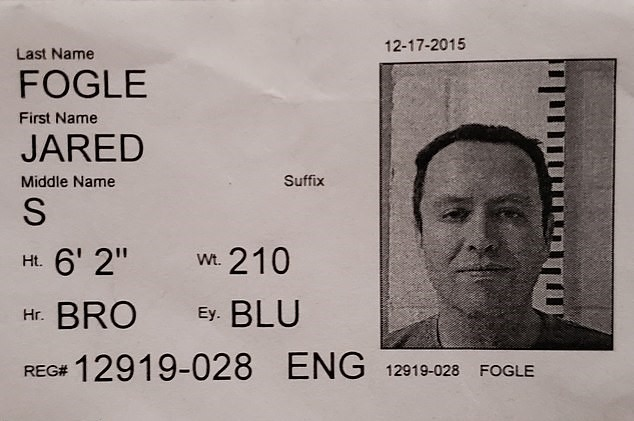
Zdjęcie sygnalityczne z wizerunkiem Fogle’a (2015)

Podróżował poza rodzimy stan Indiana (do innych stanów oraz za granicę) w celu odbywania stosunku płciowego z niepełnoletnimi, ponadto namawiał swoich znajomych do nawiązywania kontaktów z innymi nieletnimi osobami. W lipcu 2015 roku przeszukano jego dom, w którym znaleziono pornografię dziecięcą; Fogle miał ją otrzymać od Russella Taylora – dyrektora wykonawczego organizacji The Jared Foundation. Oskarżony przyznał się do winy, został skazany na karę 15 lat i 8 miesięcy pozbawienia wolności oraz na karę grzywny w wysokości 1,4 mln USD. Osadzono go w więzieniu federalnym w Oklahoma City. W tym samym roku Fogle odwołał się od wyroku, jednak w kwietniu następnego roku apelacja została oddalona.
Fogle doszedł do porozumienia z firmą Subway, na mocy którego współpraca została zawieszona. Na sprawę zareagowało także liceum North Central High School (którego Jared Fogle był absolwentem) usuwając jego wizerunek z Alumni Hall of Fame.

## W kulturze
W 2002 roku wyemitowano jeden z odcinków Miasteczka South Park z postacią Jareda Fogle’a w roli głównej. Jego postać pojawiła się także jako piąty boss w grze South Park: The Fractured but Whole z 2017 roku.
Do jego osoby powstały także nawiązania w filmach, m.in. w produkcji Austin Powers i Złoty Członek z 2002 roku Gruby Drań traci wagę dzięki diecie z Subwaya. Ponadto Panna Piggy określiła się największą fanką Fogle’a.

## Filmografia
- Super Size Me jako on sam (2004)[7]
- Rekinado 3 jako on sam (2015)[18]

## Życie prywatne
Syn lekarza Normana. Od 2001 do 2007 roku Jared Fogle był w związku małżeńskim z Elizabeth Fogle. W lipcu 2010 roku wziął ślub z Katie McLaughlin, z którą doczekał się dwóch dzieci; kobieta wzięła rozwód w 2015 roku.